# Гадфар

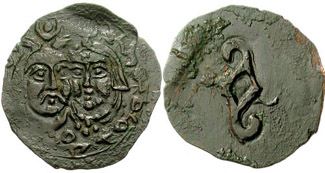
Монета Гадфара, де він ймовірно зображений зі співволодарем Фаганішем

Гадфар (д/н — 560/567) — останній хушнаваз (володар) ефталітів Трансоксіани, Тохаристану і Фергани.

## Життєпис
Походив з династії власне ефталітів. Про батьків обмаль відомостей. Припускають, що його батько — хушнаваз Мегама, переможень шахиншаха Пероза, або Адуман, тегін Трансоксіани. Ймовірно був також родичем Торамани II з алхон-гуннів, який 530 року після Міхіракули став правителем Тохаристану й Трансоксіани. Гадфар скористався послабленням держави алхон-гуннів, домігся остаточної незалежності ефталітів. Влада Торамани II обмежувалася землями від Кундуза до Герата. Столицею Гадфара стало місто Чаганіан.
На початку 550-х роках скориставшись війною між Жужанським каганатом і тюрками відновив владу ефталітів над Кашгаром, Хотаном і Кучею. Проте вже у 555 році стикнувся з потужним наступом Тюркського каганату. В результаті були втрачені раніше підкорені землі, а також на бік тюрків перейшли володарі Фергани, Чачи, Хорезму.
Частина східних ефталітів після цих поразок рушила на захід, де біля Аралу поєдналися з уграми-уарами й рушила до Причорномор'я. Тут стали відомі як авари.
Гадфар доклав зусиль для встановлення перешкоди з утворення персо-тюркського союзу, проте марно. 560 року почалася війна з Персією й Тюркським кагантом. Перебіг її достеменно невідомий. Є згадка, що вже того ж року в битві біля Бухари Гадфара зазнав поразки від тюрок й загинув. За іншими відомостями це сталося 563, 565 або 567 року. Тому ймовірніше, що в саме ці роки відбувалися битви з супротивниками ефталітів, що наступали з різних боків. Так, у 565 році в битві біля Нахшаба ефталіти зазнали поразки від шахиншаха Хосрова I. Також висувається версія, що в бухарській оазі відбулося декілька битв, в останній з яких близько 567 року Гадфар й загинув.
Ефталітську державу було поділено між Персією й Тюркським каганатом. Гадфару спадкував родич Фаганіш, що став засновником першої династії нового князівства Чаганіан. Ще 27 дрібних ефталітських і алхон-гуннських князівств Тохаристану і Південного Согду (до 570 року помер Торамана II), незважаючи на прийняття титулу шах, перебували у сфері впливу персів або тюрок.